# Ratchet & Clank (игра, 2016)
Ratchet & Clank — компьютерная игра, разработанная студией Insomniac Games и изданная Sony Interactive Entertainment. Как и другие части серии представляет собой платформер с элементами шутера. Игра является ремейком Ratchet & Clank 2002 года, а также основывается на мультфильме «Рэтчет и Кланк: Галактические рейнджеры».

## Геймплей
Игра имеет много общих геймплейных черт с другими играми серии. Главным героем является Рэтчет, за которого можно играть большую часть игры, в то время как за Кланка отведены несколько отрезков игры. За Рэтчета игрок проходит различные эпизоды, побеждает врагов различными видами оружия и обходя препятствия. Кланк прикреплён к Рэтчету как рюкзак, выполняя несколько функций, таких как: возможность погружения в воду за счёт гребных винтов, а в отдельных случаях действуя как реактивный ранец. Кланк не оснащён оружием, вместо этого он бьёт руками. В основном куски игрового процесса за Кланка связаны с решением головоломок, а не уничтожением врагов.

### Игра за Рэтчета
Большинство времени вы будете проводить играя за лисоподобное существо по имени Рэтчет. С начала игры он располагает омнирэнчем (OmniWrench) — гибридом лабриса и гаечного ключа, которым он может рубить всё и вся, метать его и поворачивать им болты для активации какого-либо механизма. Также вы можете получить другие устройства по мере прохождения сюжета, которые могут пригодиться вам для открытия некоторых секретов или продвинуть вас ближе к финалу игры. Также на Рэтчета можно надевать различные костюмы, открывающихся в зависимости от количества золотых болтов (собираемый предмет), которые вы нашли, также в качестве секретных предметов выступают чертежи смертельного оружия. По всему игровому миру существуют всего 9 чертежей. Рэтчет также обладает огромным запасом оружия, созданного для разных случаев.

### Игра за Кланка
Кланк тоже игровой персонаж но всего в нескольких моментах, в двух из них он убегает от Виктора Фон Иона, и в каждом из моментов он выполняет головоломки с использованием маленьких роботов. В качестве напарника Рэтчета, Кланк выполняет функции мозга команды, также помогает взобраться на что-то и перелететь через что-то. В некоторых моментах, в том числе в финальном задании, Кланк позволяет Рэтчету летать.

### Противники
В игре насчитывается около 50-и уникальных видов противников и 7 уникальных боссов.

### Мини-игры
В игре также есть мини-игры. К ним можно отнести гонки на ховербордах, взлом и задания, в которых вы должны пользоваться звездолётом Рэтчета.

### Собираемые предметы
В игре существует три вида собираемых предметов: золотые болты (28 штук), чертежи RYNO (9 штук) и голокарточки. За золотые болты вы можете открыть чит-коды и костюмы на Рэтчета. За чертежи вы можете открыть секретное оружие, которое способно в считанные секунды убить любого босса. За голокарточки вы сможете увеличить кол-во добываемого раритана и болтов.

### Игровая валюта
В игре существует всего два виды валюты: болты и раритан. Болты созданы для покупки оружия в магазине и боеприпасов для него. Раритан создан для улучшения оружия в этом же магазине. Болты и раритан падают с врагов, болты также падают с разрушаемых ящиков, а раритан падает с разрушаемых раритановых кластеров.

## Сюжет
Заключённый Шив Хеликс переводится в совместную камеру к капитану Кварку, чьим огромным фанатом Шив является. Он говорит, что игра делается на основе его последнего приключения. Жаждущий внимания, Кварк соглашается рассказать Шиву свою историю.
На планете Велдин живёт молодой Ломбакс по имени Рэтчет, который работает механиком вместе со своим приёмный отцом Гримом. Рэтчет мечтает присоединиться к команде Галактических рейнджеров. Он успешно проходит все испытания для претендентов, но его криминальное прошлое убеждает Кварка отклонить его лично.
В то же время на заводе на Кварту председатель Алонзо Дрек курирует строительство механической армии, построенной Доктором Нефариусом. Из-за ошибки в программе вместо очередного воина создаётся маленький миролюбивый робот, который пытается убежать. Дрек посылает лейтенанта Виктора Фон Иона в погоню за дефектным роботом с целью его уничтожить. «Дезертиру» удаётся добраться до корабля отправится в полёт, но Виктор успевает подстрелить двигатель, и корабль терпит аварию на планете Велдин. Рэтчет спасает робота за секунды до взрыва корабля. Робот объясняет, что ему нужно предупредить Галактических рейнджеров о приближающейся угрозе. Ломбакс даёт роботу имя Кланк и предлагает отвезти его штаб-квартиру рейнджеров на планете Керван.
Во время полёта над планетой Новалис дуэт сбивают бларги. Они спасают мэра, Авенира Баквоша, который просит их спасти его племянника, Скидда МакМаркса на Аридии. Сантехник чинит их корабль.

## Разработка
Игра была анонсирована в ходе пресс-конференции компании Sony на E3 2014. Insomniac Games "Калифорния и Северная Каролина студии которые сотрудничали. Несколько разработчиков из первой игры, как например директор по дизайну Брайан Аллгейр, вернулись для ремейка. Игра была первоначально намечена к выпуску в 2015 году, была отложена на 2016, чтобы связать его с выпуском фильма. Игроки, которые предварительно заказали игру получили доступ к дополнительному оружию, Вышибале, который был показан в Ratchet & Clank: Going Commando и Ratchet & Clank: Up Your Arsenal.
На 11 января 2016 года, было подтверждено, что игра будет выпущена во Франции 15 апреля 2016 года, в остальной Европе 20 апреля, и Соединённого Королевства 22 апреля. В отличие от оригинальной Ratchet & Clank, ремейк работает на половинной 30-кадровой частоте.

## Оценки
| Сводный рейтинг    | Сводный рейтинг |
| Агрегатор          | Оценка          |
| ------------------ | --------------- |
| GameRankings       | 86,27 %         |
| Metacritic         | 85/100          |
| Иноязычные издания |                 |
| Издание            | Оценка          |
| Destructoid        | 8/10            |
| EGM                | 8,5/10          |
| Game Informer      | 8,25/10         |
| GameRevolution     | [ 6 ]           |
| GameSpot           | 8/10            |
| GamesRadar+        | [ 8 ]           |
| IGN                | 9/10            |
| Polygon            | 8/10            |
| VideoGamer         | 8/10            |

По данным сайта Metacritic, Ratchet & Clank получил в целом положительные отзывы.